# Nahostarchiv Heidelberg
Das Nahostarchiv Heidelberg (NOAH) besteht seit 1989 und ist an den parallel gegründeten Heidelberger Palmyra Verlag angeschlossen. Hauptanliegen des Archivs mit seiner Bibliothek ist es, allen am Nahen Osten bzw. der arabisch-islamischen Welt Interessierten ein breites Informationsspektrum anzubieten. Bestimmend ist hierbei u. a. die Notwendigkeit einer gerechten Lösung des israelisch-palästinensischen Konflikts – unter Einbeziehung des Rechts der Palästinenser auf einen eigenen Staat – sowie eines Dialogs zwischen dem Westen und der arabisch-islamischen Welt.
Die Bibliothek des Archivs umfasst neben Büchern zum israelisch-palästinensischen Konflikt (Nahostkonflikt) und zur arabischen Welt auch Buchveröffentlichungen zu den Themen Islam und Judentum. Sie verfügt über etwa 3500 Bücher sowie circa 600 Broschüren (Stand: Juni 2018). Hinzu kommen mehrere hundert historische und aktuelle Reiseliteratur-Veröffentlichungen sowie Zeitschriftenartikel zu den genannten Sammelgebieten. Neben arabisch- und hebräischsprachigen Publikationen sind Bücher aus Nachlässen – unter anderem von Rupert Neudeck und verschiedenen Nahostwissenschaftlern – ebenfalls Bestandteil des Archivs. Die Bibliothek erhält jährlich etwa 200 aktuelle Neuzugänge. Der komplette Buchbestand ist in einer gedruckten, regelmäßig aktualisierten Broschüre erfasst und kann auch online auf der Website des Palmyra Verlags unter »Nahostarchiv« eingesehen werden.
Neben der Bibliothek gehört zum Nahostarchiv Heidelberg auch eines der größten deutschen Videoarchive mit mehreren Tausend Stunden Filmmaterial zu den angegebenen Schwerpunktthemen sowie ein umfangreiches Zeitungs-, Zeitschriften- und Fotoarchiv. Zudem bietet es verschiedene Recherche- und Serviceangebote. So vermittelt es unter anderem Einzelpersonen und Organisationen nationale und internationale Nahostkontakte – auch in Israel und Palästina – in den Bereichen Politik, Kultur, Zivilgesellschaft, Wissenschaft, Medien und alternativer Tourismus. Darüber hinaus erfolgt im NOAH die Archivierung von Newslettern und anderen Internet-Publikationen wichtiger in- und ausländischer Nahosteinrichtungen wie Botschaften, Forschungsinstitute, Stiftungen, Gesellschaften, Solidaritäts- und Hilfsorganisationen etc.
Geleitet wird das politisch unabhängige Nahostarchiv von dem Palmyra-Verleger Georg Stein, der es parallel zu seiner Verlegertätigkeit aufgebaut hat. Seit einigen Jahren sucht er für das Archiv, dass derzeit in den beengten Räumlichkeiten seines Verlags untergebracht ist, einen neuen Standort, an dem die umfangreiche Sammlung weiterhin ungeteilt und öffentlich zugänglich genutzt werden kann.